# Сліпун строкатий
Сліпун строкатий (Typhlops leucomelas) — неотруйна змія з роду Сліпун родини Сліпуни. Інша назва «чорно—білий сліпун».

## Опис
Загальна довжина досягає 13 см. Голова коротка, не відмежована від тулуба. Морда округла. Очі різні. Ніздрі розташовані з боків голови. Тулуб хробакоподібний з 22 рядками луски. Також на тілі є 260–280 подовжених лусочок.
Забарвлення спини темно—коричневе або чорне. Черево білого кольору. Обидва кольори зустрічаються не на одному рівні.

## Спосіб життя
Полюбляє вологу лісову та гірську місцину. Зустрічається на висоті до 500 м над рівнем моря. Активний вночі. Харчується безхребетними.
Це яйцекладна змія.

## Розповсюдження
Мешкає на півдні та у центрі о.Шрі-Ланка.